# Cantó de Patay
El cantó de Patay és un cantó francès del departament de Loiret, situat al districte d'Orleans. Té 13 municipis i el cap és Patay.

## Municipis
- Boulay-les-Barres
- Bucy-Saint-Liphard
- Bricy
- La Chapelle-Onzerain
- Coinces
- Gémigny
- Patay
- Rouvray-Sainte-Croix
- Saint-Péravy-la-Colombe
- Saint-Sigismond
- Tournoisis
- Villamblain
- Villeneuve-sur-Conie

## Història
| Data d'elecció                           | Identitat        | Partit                     | Qualitat |
| ---------------------------------------- | ---------------- | -------------------------- | -------- |
| 1945-1973                                | Lucien Perdereau | divers droite, després RI  |          |
| 1973-1992                                | Yves Carreau     | Divers droite              |          |
| 1992-2011                                | André Marsy      | divers droite, després UMP |          |
| 2011-                                    | Nicole Pinsard   | Divers droite              |          |
| les dades anteriors no són pas conegudes |                  |                            |          |
|                                          |                  |                            |          |

## Demografia
| A partir de 1990: Població sense dobles comptes |